# Can Moixac (Vilablareix)
Can Moixac és una masia de Vilablareix (Gironès) inclosa a l'Inventari del Patrimoni Arquitectònic de Catalunya.

## Descripció
És una masia catalana amb façana gòtica de gran valor artístic. Paret semi arrebossada amb carreus de pedra a les cantonades. Coberta reformada l'any 1905 sobre crugies paral·leles a la façana. Interessant porta dovellada remarcada amb una finestra gòtica d'arcs conopials amb arquets i impostes decorades amb figures d'animals, així com ampits de pedra motllurats. La façana principal presenta contraforts. El bigam és de fusta. Moltes portes interiors, de marc de pedra, romanen tapiades i emblanquinades.
El mas avui està molt abandonat, servint només com a residència de caps de setmana. La façana principal està cada cop més degradada i les petites reformes que s'hi fan no són gens respectuoses.